# Лапше-Вишнє
Лапше-Вишнє (пол. Łapsze Wyżne, нім. Oberlapsch) — село в Польщі, у гміні Лапше-Нижнє Новотарзького повіту Малопольського воєводства.
Населення — 940 осіб (2011).
У 1975-1998 роках село належало до Новосондецького воєводства.

## Демографія
Демографічна структура станом на 31 березня 2011 року:
|          | Загалом | Допрацездатний вік | Працездатний вік | Постпрацездатний вік |
| -------- | ------- | ------------------ | ---------------- | -------------------- |
| Чоловіки | 454     | 109                | 291              | 54                   |
| Жінки    | 486     | 101                | 301              | 84                   |
| Разом    | 940     | 210                | 592              | 138                  |